# الاتجاه المعاكس (برنامج)
الاتجاه المعاكس برنامج تلفزيوني حواري تبثه قناة الجزيرة. يقدمه المذيع السوري فيصل القاسم. يبث البرنامج كل ثلاثاء. يُعرض منذ ( 28 سنوات، و4 شهور، و29 أيام)، ويعد من أشهر البرامج التي تقدمها القناة الإخبارية. يستضيف فيصل القاسم شخصيتين ذوي أراء متعارضة معظم الأحيان.
يتطرق برنامج الاتجاه المعاكس لمواضيع حساسة في السياسة والاقتصاد وقضايا اجتماعية وأحيانا دينية. وتقوم فلسفته على سبر أغوار الآراء المتناقضة، ويطرح استفتاء يحمل وجهتي نظر متناقضتين. ويصف البعض هذا البرنامج بأنه ينتمي لبرامج الصُراخ المنبوذة من طرف بعض الأطراف المثقفة عالميا.

## محتوى البرنامج
تعتمد صيغة البرنامج على استضافة شخصيتين تمثلان وجهتي نظر متعارضتين وكان أمر جديد على وسائل الاعلام العربية خلال التسعينات رغم أنه مستخدم في الاعلام الغربي قبل ذلك. ويقدم البرنامج للمشاهدين فرصة التصويت عبر الإنترنت.

## الحلقات
هل يرجع الاستبداد الى توس من جديد 

## انتقادات
يرى البعض أن هذا البرنامج أصاب الحكام العرب والأنظمة العربية بالخوف والذعر والرعب، واستطاع العمل على تمزيق الواقع الذي ساهم الإعلام الرسمي في خلقه وفرضه. وقال مقدم البرنامج فيصل القاسم انه ساعد على الاقل في كسر حاجز الخوف.
ادان أبناء ديانة الصابئة المندائيين التصريحات التي ادلى بها أحد الشخصيات التي احضرها فيصل القاسم في برنامجه الاتجاه المعاكس، حيث وصف هذا الأخير ديانة الصابئة بنعوت غير صحيحة ما اثار اشمئزاز الاوساط المثقفة في العالم العربي والعراقي وبين أبناء ديانة الصابئة المندائيين لانها اساءه لديانة سماوية وبشكل علني والترويج لقتل أبناء هذه الديانة في العراق
وقد قام رئيس ديانة الصابئة المندائيين في العراق والعالم الكنزبراستار جبار حلو ساميي الاحترام إلى إصدار بيان بذلك الكنزبرا ستار جبار حلو رئيس الصابئة المندائيين في العراق والعالم: نشجب تصريحات وردت في برنامج الإتجاه المعاكس بقناة الجزيرة.

## روابط خارجية
- الموقع الرسمي